# 日鉄住金インターコム
リンゲージ・インターコム株式会社は、英語教育・翻訳・通訳事業をおこなう株式会社であった。現在は親会社の全研本社に統合され、リンゲージ事業本部となっている

## 概要
1986年6月に旧・住友金属工業社内向け国際教育10年の歴史を母体に分社化し設立された。本格的法人向け英語教育機関として主に企業、大学などに英語教育を提供している。また、翻訳・通訳事業にも進出し、本格的語学企業としていた。2014年に全研本社の子会社リンゲージの完全子会社となり、現在に至る。

## 沿革
- 1986年（昭和61年）6月 - 住友金属工業社内向け国際教育10年の歴史を母体に分社化し設立
- 2012年（平成24年）10月 - 日鉄住金インターコムに社名変更。
- [1]全研本社リンゲージ事業本部[2]となる。

## 事業拠点
- 本部 - 大阪市中央区北浜4丁目5番33号（住友ビルディング7階）
- 東京事務所 - 東京都中央区新川1丁目23番5号（SHINKAWA EAST 6階）